# Václav Šolc (etnograf)
Václav Šolc (27. září 1919, Sobotka – 16. července 1995, Praha) byl český etnograf-amerikanista, muzeolog, cestovatel a spisovatel, autor mnoha odborných i populárně naučných knih, cestopisů a dobrodružných románů pro mládež. Čestný náčelník jihoamerického indiánského kmene Aymarů.

## Život
Václav Šolc studoval od roku 1941 etnografii a filozofii na Lateránské univerzitě ve Vatikánu, kde získal titul bakalář. Poté pokračoval v letech 1945–1949 ve studiu etnografie na Filozofické fakultě Univerzity Karlovy v Praze. Roku 1949 získal titul doktora filozofie (PhDr.) a roku 1964 titul kandidáta věd (CSc.) V letech 1970–1979 byl ředitelem Náprstkova muzea v Praze. Jako muzeolog byl roku 1957 vyslán Ministerstvem školství do Číny a Severní Koreje a roku 1961 do Vietnamu a Mongolska, aby pomáhal při reorganizaci muzejní sítě.
Hlavní oblastí Šolcovy vědecko-výzkumné činnosti byly však indiánské kultury obou amerických subkontinentů a jeho zásluhou byla roku 1965 v Náprstkově muzeu otevřena první stálá expozice amerických kultur, která byla první v celém Československu. Zabýval se zejména kmeny Ajmarů a Mapučů žijících v Boílvii, v Chile a v Peru, kterým věnoval několik terénních výzkumů (roku 1963 v Bolívii kolem jezera Titicaca, 1966–1967, 1969, 1971 a 1973 v Chile a 1975 v Peru). Roku 1977 pobýval v Mexiku mezi indiánskými kmeny Tzeltalů a Tzotzilů ve státě Chiapas a na Yucatánu. Při těchto pobytech shromáždil celou řadu etnografických a archeologických artefaktů, které obohatily sbírky Náprstkova muzea. S tím pak souvisí i jeho rozsáhlá přednášková a publikační činnost.
Jako spisovatel je autorem mnoha odborných i populárně naučných knih, cestopisů a také dobrodružných románů pro mládež s náměty z Latinské Ameriky.

## Literární dílo

### Odborné práce
- Chipewyané a jejich postavení na kanadském severu ve srovnání s tzv. Sobími Eskymáky (1949), disertační práce.
- Kultura Chiriquí a její pozice v rámci panamských a sousedních kultur (1964), disertační kandidátská práce.

### Populárně naučná literatura
- Indiáni na jezeře Titicaca (1966), cestopisná reportáž.
- Nejstarší Američané (1968), vyprávění o dějinách a životě původních obyvatel Severní a Jižní Ameriky, o Eskymácích a Indiánech.
- Pod chilskými sopkami (1969), cestopisné črty.
- Indiánskou stezkou (1972), naučná publikace pro mládež.
- K Alakalufům na konec světa (1974) cestopis z Wellingtonova ostrova z jižní části Chile.
- Indiánské historie (1977), kniha o minulosti i dnešním životě Eskymáků a Indiánů Severní, Střední a Jižní Ameriky.
- Do země zlata (1978), cestopis z Peru.
- Sága jihu (1980), cestopis z Patagonie a z Ohňové země.
- Indiánským Mexikem (1983), cestopis z Mexika.
- Tíwanaku – klenot And (1986), cestopis z bolivijské archeologické lokality Tiwanaku v Andách.

### Beletrie pro mládež
- Velká plavba (1959), chlapecký román z vodáckého prostředí.
- Robinsoni z And (1970), dobrodružný román z Bolívie.
- Synové kondorů (1974), dobrodružný příběh ze života jihoamerických Indiánů v údolí And, rekonstruovaný podle archeologických nálezů.
- Pobřeží krve (1976), dobrodružný román popisující dávnou dramatickou zkázu lodi u chilského pobřeží.
- Traviči na Titicaca (1980), dobrodružný román popisující stíhání nezákonného obchodu s omamnými drogami.
- Kondor útočí (1982), dobrodružný historický román z Jižní Ameriky 16. století.
- Stín dvou orlů (1983), dobrodružný historický román z Mexika z doby mexického císaře Maxmilána.
- Jsem Indián! (1984), dobrodružný příběh jednoho Čecha, kterého poměry donutily odejít z Rakouska-Uherska do Jižní Ameriky, kde se stal náčelníkem indiánského kmene.
- Sny a zlato Indiánů (1989), indiánské báje a pověsti.
- Smrt supům! (1989), dobrodružný příběh z Chile.